# 1846 a tudományban
Az 1846. év a tudományban és a technikában.

## Események
- április 10. – Faraday előadásán bemutatja az erővonalakra vonatkozó elképzeléseit[1]
- szeptember 23. – Johann Gottfried Galle megtalálja az Urbain Le Verrier által számításokkal, elméleti úton felfedezett Neptunuszt
- október 10. – William Lassell felfedezi a Neptunusz legnagyobb holdját, a Tritont

## Születések
- június 24. – Gaston Maspero francia egyiptológus, elsőként publikálta a piramisszövegekként ismert halotti szövegeket († 1916)
- július 19. – Edward Pickering amerikai asztrofizikus. „Legjelentősebb eredményeit a spektroszkópiában és a változócsillag-kutatásban érte el.”[2]  († 1919)
- október 6. – George Westinghouse amerikai mérnök, feltaláló, nagyiparos, többek között a Westinghouse-fék feltalálója († 1914)

## Halálozások
- március 17.–  Friedrich Bessel német csillagász, geodéta, matematikus. „Elsőként jelentette be 1838-ban, hogy sikerült meghatározni egy csillag parallaxisát és ebből következően a távolságát.”[3]  (* 1784)

Valójában az első csillagparalaxis mérést a Dél-Afrikában dolgozó skót Thomas Heuderson 1798-1874  hajtotta végre 1832-ben, de ezt csak Angliába hazatérése után, 1839-ben publikálta.